# Тунджа (стадион)
Вижте пояснителната страница за други значения на Тунджа.
Стадион „Тунджа“ е градски стадион на град Ямбол, намиращ се в западната част на града. Той е с капацитет от 18 000 зрители. По-старото местно население още го назовава с името „Николай Лъсков“ заради времето, когато Ямбол 1915 се състезава в А група под името „Лъсков“ през 70-те. Стадионът е известен с това, че е единственият извънстоличен стадион, на който през 1991 г. Левски и ЦСКА играят официален мач от турнира за Купата на България.